# 204 г. пр.н.е.
204 (двеста и четвърта) година преди новата ера (пр.н.е.) е година от доюлианския (Помпилийски) римски календар.

## Събития

### В Римската република
- Консули са Марк Корнелий Цетег и Публий Семпроний Тудицан. Цензори са Гай Клавдий Нерон и Марк Ливий Салинатор.
- Проведено е преброяване, което установява наличието на 214 000 римски граждани.[1]
- Публий Корнелий Сципион е обвинен в липса на контрол над подчинените си и във водене на „неримски“ по своят разкош и екстравагантност живот, сред обвинителите е квестора Катон Стари. Сенаторска комисия е изпратена в Сицилия, за да изследва въпроса и решава в полза на Сципион прекратявайки опитите да бъде отстранен от командването.[2]
- Римски успехи срещу Ханибал в Брутиум.[3]
- Плавт започва да поставя своите пиеси.[3]
- В Рим е пренесен черният метеоритен камък на богинята Кибела от нейното светилище в град Песинунт. По този повод започва изграждането на храма на Магна Матер.[4]

### В Африка
- Римска флота от около 40 бойни и 400 транспортни кораби превозва войската на Сципион до Африка.[5] Сципион дебаркира със силите си в близост до град Утика.[3]
- Римляните атакуват и опустошават незащитените близки територии и побеждават картагенския командир Ханон, който загива.[5]
- Масиниса се присъединява към римляните. Утика е обсадена.[5]
- Картагенският военачалник Хасдрубал Гискон и Сифакс пристигат с голяма войска, но не влизат в бой.[5]

### В Египет
- Птолемей IV и Арсиноя III са убити в дворцов заговор от министрите Агатокъл и Сосибий.

### В Азия
- Кампаниии на Антиох III в Мала Азия.[3]

## Починали
- Арсиноя III, египетска царица (220 – 204 пр.н.е.) от династията на Птолемеите (родена ок. 246 г. пр.н.е.)
- Птолемей IV, птолемейски фараон на Египет (родена ок.
- Ливий Андроник, гръко-римски поет (родена ок. 284 г. пр.н.е.)[6]
- Ханон Старши, картагенски военачалник